# Episodi di Criminal Minds (dodicesima stagione)
La dodicesima stagione della serie televisiva Criminal Minds è stata trasmessa in prima visione assoluta negli Stati Uniti da CBS, in due parti: la prima (episodi 1-8) dal 28 settembre al 7 dicembre 2016, mentre la seconda (episodi 9-22) dal 4 gennaio al 10 maggio 2017.
In Italia la stagione è stata trasmessa in prima visione a pagamento da Fox Crime, in due parti: la prima (episodi 1-7) dal 4 novembre al 16 dicembre 2016, mentre la seconda (episodi 8-22) dal 24 febbraio al 2 giugno 2017; in chiaro è stata trasmessa da Rai 2 dall'11 settembre al 4 dicembre 2017.
L'attore Thomas Gibson esce di scena dopo i primi due episodi di questa stagione.
| n° | Titolo originale      | Titolo italiano        | Prima TV USA      | Prima TV Italia  |
| -- | --------------------- | ---------------------- | ----------------- | ---------------- |
| 1  | The Crimson King      | Il re cremisi          | 28 settembre 2016 | 4 novembre 2016  |
| 2  | Sick Day              | Sensi di colpa         | 5 ottobre 2016    | 11 novembre 2016 |
| 3  | Taboo                 | Tabù                   | 12 ottobre 2016   | 18 novembre 2016 |
| 4  | Keeper                | Il custode             | 26 ottobre 2016   | 25 novembre 2016 |
| 5  | The Anti-Terror Squad | Non fare agli altri    | 9 novembre 2016   | 2 dicembre 2016  |
| 6  | Elliott's Pond        | Lo stagno di Elliott   | 16 novembre 2016  | 9 dicembre 2016  |
| 7  | Mirror Image          | Immagine speculare     | 30 novembre 2016  | 16 dicembre 2016 |
| 8  | Scarecrow             | Lo spaventapasseri     | 7 dicembre 2016   | 24 febbraio 2017 |
| 9  | Profiling 202         | Profiling 202          | 4 gennaio 2017    | 24 febbraio 2017 |
| 10 | Seek and Destroy      | La rabbia dentro       | 11 gennaio 2017   | 3 marzo 2017     |
| 11 | Surface Tension       | Il tempo della memoria | 1º febbraio 2017  | 3 marzo 2017     |
| 12 | A Good Husband        | Un buon marito         | 8 febbraio 2017   | 10 marzo 2017    |
| 13 | Spencer               | Spencer                | 15 febbraio 2017  | 17 marzo 2017    |
| 14 | Collision Course      | Rotta di collisione    | 22 febbraio 2017  | 26 marzo 2017    |
| 15 | Alpha Male            | Maschio alfa           | 1º marzo 2017     | 31 marzo 2017    |
| 16 | Assistance Is Futile  | Un aiuto inutile       | 15 marzo 2017     | 7 aprile 2017    |
| 17 | In The Dark           | Nell'oscurità          | 22 marzo 2017     | 14 aprile 2017   |
| 18 | Hell's Kitchen        | Il lato oscuro         | 29 marzo 2017     | 5 maggio 2017    |
| 19 | True North            | Il vero nord           | 5 aprile 2017     | 12 maggio 2017   |
| 20 | Unforgettable         | Indimenticabile        | 26 aprile 2017    | 19 maggio 2017   |
| 21 | Green Light           | Luce verde             | 3 maggio 2017     | 26 maggio 2017   |
| 22 | Red Light             | Luce rossa             | 10 maggio 2017    | 2 giugno 2017    |

## Il re cremisi
- Titolo originale: The Crimson King
- Diretto da: Glenn Kershaw
- Scritto da: Breen Frazier

### Trama
Un uomo residente a Tempe viene trovato con le braccia incatenate a una sbarra e le iniziali "BAU" incise sul suo stomaco. Questo avvenimento e l'evasione del Re Cremisi di tre mesi prima insieme ad altri dodici detenuti porta la squadra a unire le forze a quelle della Task Force Latitanti dell'FBI, di cui fa parte Luke Alvez. Tara interroga l'uomo, identificato come Brian Phillips, in ospedale, e scopre che soffre di disturbo dissociativo dell'identità: perciò è stato trovato il nuovo tipo di vittima di Peter Lewis, il "Signor Graffio" (anche lui evaso), il cui modus operandi consiste nello spruzzare in faccia alle vittime un cocktail di scopolamina e sevoflurano, in modo da renderle "suggestionabili" ai suoi ordini e da manipolare le loro menti, inducendo una "crisi dissociativa" che fa dimenticare loro la vera identità. Provoca anche la BAU, acquistando la sbarra a cui è stato trovato legato Phillips con il nome di Reid, e "dissociando" una seconda vittima, una ragazza, perché ripeta ininterrottamente il nome di Hotch. Cullen, intanto, viene fatto prigioniero proprio da Peter Lewis, il quale lo droga facendogli dimenticare chi è; poi lo lascia da solo con Brian Phillips, che aveva ipnotizzato in modo che diventi il suo emulatore e creda di essere lui stesso "Il Re Cremisi"; quest'ultimo tenta di incidere la parola "Impostore" sullo stomaco di Cullen dopo aver saputo da Lewis che egli è convinto di essere a sua volta "Il Re Cremisi". Phillips viene arrestato da Alvez e Reid, e Cullen li ringrazia per averlo salvato da lui, ma Alvez si infuria perché quest'ultimo è stato colui che ha torturato il suo ex partner (il quale era sotto copertura) tre anni prima, al tempo della prima caccia all'uomo nei suoi confronti conclusasi con la sua cattura. Reid si rende conto che Cullen è stato drogato ed è per questo che non riesce a ricordare; il collega non ci crede e tenta di fargli dire il suo nome e quello dell'ex partner, senza successo. Alla fine, si suppone che sia stato riportato in carcere, mentre il "Signor Graffio" è ancora a piede libero. Luke Alvez (ex ranger dell'Esercito) entra nella squadra, prendendo il posto di Derek Morgan, con disappunto di Garcia, che per farlo sentire a disagio non avendo ancora superato del tutto l'addio di Derek, si mostra fredda, sarcastica e scostante verso di lui. All'inizio dell'episodio, Reid racconta a JJ del viaggio a Parigi con la madre, e del fatto che lei, al ritorno, gli abbia fatto ripercorrere tutte le tappe, dimostrando di essere in grado di gestire l'Alzheimer.
- Nota: a partire da questo episodio Aisha Tyler (Tara Lewis) compare nella sigla della serie, essendo stata promossa a regolare nel luglio 2016; per tutta la stagione 11, infatti, è stata accreditata soltanto in qualità di guest star.

### Soggetto Ignoto
Peter Lewis, detto Signor Graffio aiutato da Bryan

### Citazioni
- " L’ira è il mio cibo. Io mi nutro di me stessa e così morirò di fame a forza di nutrirmi." William Shakespeare (David Rossi)
- "Il male fatto sopravvive agli uomini. Il bene è spesso con le loro ossa sepolto." William Shakespeare (Aaron Hotchner)

## Sensi di colpa
- Titolo originale: Sick Day
- Diretto da: Larry Teng
- Scritto da: Virgil Williams

### Trama
Rientrata a casa nel cuore della notte dopo il caso del rapimento di due ragazzini, un maschio e una femmina, poi torturati e bruciati vivi a Los Angeles da un piromane sadico che li rapisce da quartieri benestanti in pieno giorno attirandoli con una scusa, assiste agli incendi che appicca e gode del dolore inflitto alle piccole vittime (costrette a loro volta a guardarsi morire a vicenda), l'agente Jareau, ferita a una mano e visibilmente scossa per l'esito della vicenda, dopo le insistenze del marito Will, che le ricorda l'ammonimento della psicologa dell'FBI di tirare fuori gli orrori del lavoro se entrano in casa, crolla e gli racconta lo svolgimento delle indagini dall'inizio, ripercorrendo tutti i passi compiuti dalla BAU per scovare il killer e affrontando il senso di colpa per aver lasciato morire una delle ultime rapite, all'interno di un magazzino dato alle fiamme poco dopo che JJ e Luke vi erano entrati e avevano invece portato in salvo il fratello della ragazza e la sorella dell'SI. Quando sorge il sole, il racconto è terminato, Michael sta molto meglio e Will rassicura Jennifer affermando che sarebbe potuta finire molto peggio, lei e Alvez sarebbero potuti morire entrambi, e lei ha preso la decisione migliore che poteva, abbandonando la ragazza: perché è vero, questa volta ha perso una vita, ma negli anni ne ha salvate tantissime altre, portando un po' di pace alle famiglie, e continuerà a farlo.
- Nota: l'episodio parte dalla fine, in quanto appunto è JJ a riassumere come la BAU ha gestito le indagini, e quindi il racconto si snoda attraverso dei flashback. Si viene a sapere che Jennifer ha frequentato fino a poco tempo fa/sta frequentando delle sedute presso la psicologa dell'FBI, ma non viene chiarito da quando esse sono cominciate (si può presumere a seguito del rapimento e tortura da parte di Tivon Askari nella nona stagione, oppure che siano cominciate dopo quell'episodio, poi interrotte e poi riprese). Inoltre, questo episodio è l'ultimo per l'attore Thomas Gibson, interprete di Aaron Hotchner, licenziato all'improvviso ad agosto 2016 per un alterco fisico con uno dei produttori; moltissimi fan si sono lamentati per il fatto di non aver dato al personaggio un addio consono a qualcuno presente fin dal primissimo episodio della serie: infatti, la sua ultima scena lo mostra mentre dice a JJ di prendersi una settimana di congedo, essendosi accorto che il caso l'ha lasciata traumatizzata, e al rifiuto dell'agente lui specifica che non si tratta di un consiglio.

### Soggetto Ignoto
John David Bates

### Citazioni
- "Perdita e possesso, morte e vita, sono una cosa sola. Non ci sono ombre dove il sole non risplende." Hilaire Belloc (Jennifer Jareau)
- Madre Teresa ha detto: "L’amore comincia prendendosi cura di quelli più vicini: quelli che sono a casa." (Jennifer Jareau)

## Tabù
- Titolo originale: Taboo
- Diretto da: Alec Smight
- Scritto da: Karen Maser

### Trama
Con Hotch impegnato in un incarico provvisorio e Lewis in trasferta per lavorare alla propria ricerca, la squadra, che può contare sull'aiuto di Emily Prentiss (la quale, osservando la scrivania vuota di Alvez, gli fa il profilo senza accorgersi che lui è dietro di lei, e poi si presentano) si reca a Boynton Beach, in Florida, per elaborare il profilo di un killer che rapisce madri single, le lega a una sedia, le sottopone a grossolane lobotomie chimiche nel tentativo di spegnerne gli impulsi ipersessuali e le annega nel calcestruzzo. Il caso riguarda la rottura di un tabù, una parentela celata a lungo e una inquietante adozione riparatrice. Da un breve dialogo tra Rossi e Prentiss, si viene a sapere che Emily sta ancora insieme a Mark, il suo compagno inglese, e che Rossi frequenta ancora la sua seconda ex moglie Hayden. Alvez si apre con Prentiss riguardo al suo periodo nel 75º Reggimento dei Ranger dell'Esercito, quando ha combattuto in Iraq, e per "ripicca" le fa il profilo a sua volta, indovinando che è originaria di Washington, che ha viaggiato molto da ragazza (quindi uno o entrambi i genitori possono essere diplomatici o militari) e che è un'amante dei gatti. Garcia, ancora scostante, comincia a chiamarlo "Pivello" o "Novellino". Alla fine dell'episodio, lei, Prentiss e JJ riprendono la loro tradizione di andare a bere un drink in un locale.
- Guest star: Sherilyn Fenn
- Nota: a partire da questo episodio Paget Brewster (Emily Prentiss) compare nella sigla al posto di Thomas Gibson (Aaron Hotchner); infatti è nuovamente un personaggio regolare dopo le due apparizioni come guest star rispettivamente nella nona (episodio "200") e nell'undicesima stagione (episodio "Omaggio").

### Soggetto Ignoto
Stuart Barker

### Citazioni
- Tyron Edwards ha scritto: "I piaceri proibiti e peccaminosi sono come pane avvelenato. Possono soddisfare l’appetito al momento, ma alla fine portano alla morte." (Emily Prentiss)
- "Tre cose non possono rimanere nascoste a lungo: il sole, la luna e la verità." Buddha (Luke Alvez)

## Il custode
- Titolo originale: Keeper
- Diretto da: Sharat Raju
- Scritto da: Bruce Zimmerman

### Trama
Dopo che un agente della Polizia di Stato della Virginia si imbatte in un senzatetto che trasporta un sacco pieno di parti del corpo smembrate (si scoprirà, appartenenti a cinque vittime diverse, quattro uomini e una donna) e poi fugge per i boschi sparpagliandole, la BAU (guidata ancora da Prentiss, poiché Hotch è ancora "in missione") percorre il Sentiero degli Appalachi. Il senzatetto viene arrestato, ma le uniche parole che Lewis riesce a fargli dire sono "Cane perso"; durante l'interrogatorio, Prentiss intuisce che l'uomo ha attuato un transfert e si riferisce in realtà al fratello minore (il cane apparteneva a lui da piccolo), che viene identificato come l'SI. Gli agenti salvano l'ultimo uomo rapito. All'inizio dell'episodio, Reid condivide con Rossi la notizia che la madre è stata accettata come partecipante in uno studio rivoluzionario sull'Alzheimer presso la Johns Hopkins University, ma poi riceve una telefonata dalla Polizia di Las Vegas: Diana è stata trovata che girovagava confusa in un casinò nelle vicinanze della casa di cura, non ricordava chi era o perché fosse lì. Reid viene poi informato che lo studio l'ha esclusa per tagli al budget; vorrebbe cercarne un altro, ma Rossi gli suggerisce invece di andare a trovarla. Alla fine dell'episodio, Garcia fa finalmente la conoscenza di Roxy, il cane di Alvez (che ha anche aiutato in un certo senso le indagini), una splendida e affettuosa femmina di pastore belga, e cambia atteggiamento verso di lui, mostrandosi più accogliente e amichevole (inizialmente credeva infatti che lei fosse la sua fidanzata).

### Soggetto Ignoto
Cormac Burton

### Citazioni
- Un proverbio Cheyenne dice: "Guardati dall’uomo che non parla e dal cane che non abbaia." (Luke Alvez)
- "Cosa c’è di più grande per due anime umane che sentirsi unite per la vita e confondersi l’una con l’altra in silenziose e ineffabili memorie?" George Elliott (Dott. Spencer Reid).

## Non fare agli altri
- Titolo originale: The Anti-Terror Squad
- Diretto da: Tawnia McKiernan
- Scritto da: Stephanie Sengupta

### Trama
La squadra si reca a Winona, in Minnesota, per individuare il possibile legame tra due liceali, unici superstiti del massacro delle rispettive famiglie, i cui membri sono stati freddati nel sonno da qualcuno estremamente organizzato (infatti sapeva esattamente dove fossero le camere dei genitori e del figlio minore) e con un alto livello di perfezionismo (uno "sterminatore di famiglie" non del tipo standard). Studiando la vita personale della prima famiglia, emerge che il padre era dipendente dal Vicodin a seguito di un incidente, che la madre aveva una relazione extraconiugale, e che la figlia maggiore (la sopravvissuta), oltre a sapere della relazione tanto da aver ricattato l'amante della madre, è la beneficiaria di una polizza assicurativa di 100 000 dollari, quindi avrebbe potuto avere un movente per uccidere i genitori. Parlandole, Prentiss e JJ concludono tuttavia che lei voleva solo che la famiglia rimanesse unita, e la eliminano dalla lista dei sospettati. Il secondo massacro fa cambiare "direzione investigativa" agli agenti, i quali capiscono di doversi invece concentrare sui superstiti, e Garcia scopre che erano stati oggetto di lamentele per "comportamenti persecutori" a scuola: entrambi sono dei bulli, e il Soggetto Ignoto ha agito per vendicare le umiliazioni subìte da lui e da altri cinque compagni, insieme ai quali ha costituito un gruppo chiamato Squadra Anti Terrorismo per opporsi agli aguzzini e non essere più impotenti. Garcia cerca il regalo "perfetto" per Roxy, il cane di Alvez, optando alla fine per un nuovo collare; Alvez accetta anche di uscire con i colleghi per un drink.

### Soggetto Ignoto
Kyle Ecklund

### Citazioni
- "I malvagi hanno una tetra felicità." Victor Hugo (Dott. Spencer Reid)
- "La libertà è ciò che fai di quello che ti è stato fatto." Jean-Paul Sartre (Dott. Spencer Reid)

## Lo stagno di Elliott
- Titolo originale: Elliott's Pond
- Diretto da: Matthew Gray Gubler
- Scritto da: Erica Messer

### Trama
Di prima mattina, Garcia avverte i colleghi che Rossi e Prentiss sono chiusi nell'ufficio di lui dall'alba, perciò lei pensa che stia succedendo qualcosa. In quel momento, i due escono e Rossi li informa del vero motivo dell'assenza di Hotch: poco dopo il caso del "Re Cremisi" a Tempe, Hotch aveva avvistato Peter Lewis tra la folla a una partita di calcio del figlio Jack; l'FBI aveva setacciato la zona ma il criminale era fuggito. Mentre la BAU era a Los Angeles per il caso del piromane (episodio 12x02), "Graffio" era ricomparso, questa volta a scuola di Jack. A seguito di questo evento, a Hotch e al bambino era stata assegnata una scorta 24h al giorno, tutti i giorni, ma poi Hotch ha deciso di non esporre più né sé stesso né il figlio alle minacce del suo lavoro, rassegnando le dimissioni dall'FBI per entrare nel programma protezione testimoni insieme a Jack. La notizia sconvolge un po' tutti i membri della squadra, soprattutto Reid e Garcia, i quali devono accettare il fatto che non vedranno più Hotch e non potranno più nemmeno avere contatti con lui; fortunatamente, c'è un risvolto positivo: l'ultima richiesta di Hotch al Direttore prima di dimettersi è stata che il suo posto come Capo Unità venisse "ceduto" proprio a Prentiss: gli altri si congratulano con lei, esprimendole la loro gioia, anche se lei replica di non aver ancora accettato in quanto lo ha appreso solo pochi minuti prima (i "piani alti" comunque vogliono una risposta entro il giorno successivo). Senza avere il tempo per "elaborare" tutte le novità, arriva un caso che richiede la loro attenzione: la scomparsa di tre ragazzini a Clayton, in Delaware, mentre percorrevano in bicicletta la stessa strada sulla quale scomparvero nel nulla due gemelli di dieci anni 33 anni prima, conduce gli agenti a un abitante della zona paranoico e accumulatore compulsivo, al fratello maggiore dei gemelli e alla conclusione che i tre ragazzini fossero ossessionati dalla sparizione degli altri due. Durante l'indagine, Tara chiede a Prentiss se ha deciso di restare in modo permanente, ma quest'ultima risponde di no perché a Londra si è costruita una vita e ha un compagno. Si scoprirà che i ragazzini sono stati rapiti dai due gemelli, ormai adulti. Sul volo di ritorno, Emily dice a JJ e Reid di aver sentito il compagno e che lui verrà a trovarla a Washington la settimana seguente, confermando di voler restare con loro. L'episodio si chiude con un brindisi e un discorso di Rossi: ricorda di aver visto passare nei quasi 40 anni di servizio all'FBI molti ottimi agenti, ma ciò che li contraddistingue è il fatto di essere una famiglia; brindano a Hotch e Jack, che finalmente sono al sicuro insieme, e a Emily che ha deciso di rimanere con loro.

### Soggetto Ignoto
I gemelli Henson

### Citazioni
- "La forza di una famiglia, come la forza di un esercito, si basa sulla lealtà reciproca." Mario Puzo (David Rossi)
- "Finché il ricordo di alcuni carissimi amici resterà nel mio cuore, dirò che la vita è bella." Helen Keller (Penelope Garcia)

## Immagine speculare
- Titolo originale: Mirror Image
- Diretto da: Joe Mantegna
- Scritto da: Breen Frazier

### Trama
Mentre Prentiss sta cercando di adattarsi al nuovo ruolo di Capo Unità, Tara prende un giorno di permesso per incontrare, in un caffè, suo fratello minore Gabriel, in visita direttamente dalla California. L'uomo che arriva, tuttavia, non è Gabriel, sebbene abbia il suo telefono e conosca particolari della loro vita e di quella della sorella. Per capirci di più, Tara lo porta al Quartier Generale di Quantico; Garcia ha il compito di "craccarne" il cellulare, mentre Reid convoca il padre di Tara, Albert, affinché possa possibilmente fornire informazioni. Prentiss e Rossi concordano sul fatto che aver mandato un sosia di Gabriel all'appuntamento con Tara sia una provocazione rivolta all'intera squadra e mandano JJ a interrogarlo. Dopo che Tara e Alvez scoprono in un magazzino un video di Gabriel che ripete ininterrottamente il nome Luke con il "Signor Graffio" che gli appare accanto, e tre fotografie sempre di Gabriel alle età di 15, 18 e 32 anni, diventa chiaro che il vero fratello è stato rapito da Peter Lewis e che il sosia probabilmente soffre di disturbo dissociativo dell'identità. La diagnosi è confermata dalle ricerche di Garcia, la quale scopre anche l'identità dell'impostore: Desmond Holt, che "Graffio" ha drogato e mandato in crisi dissociativa per riempirgli il cervello con la storia di vita di qualcun altro. Interrogandolo nuovamente, Tara riesce a far emergere la vera personalità di Holt, facendosi da lui rivelare il luogo in cui è trattenuto il fratello, un altro magazzino. Gabriel viene liberato e gli agenti riescono a uscire appena prima di essere trafitti da una pioggia di chiodi. Tara e suo padre possono così riabbracciare Gabriel. Garcia continua a chiamare Alvez "Pivellino" e "Nuovo arrivato", malgrado sia comunque diventata più amichevole verso di lui dopo aver scoperto che Roxy non è la sua ragazza, bensì il suo cane.
Durante le indagini Tara sarà costretta a ricordare vicende, anche brutte, della sua adolescenza.

### Soggetto Ignoto
Peter Lewis

### Citazioni
- "Il custode dell’identità di qualcuno può essere un fratello, l’unica persona che ha le chiavi dell’io più autentico, più essenziale." Marian Sandmaier (Tara Lewis)
- Il padre disse: "Figlio, tu sei sempre con me e tutto ciò che è mio è tuo. Ma bisognava far festa e rallegrarsi, perché questo tuo fratello era morto ed è tornato in vita. Era perduto ed è stato ritrovato." Vangelo di Luca (Tara Lewis)

## Lo spaventapasseri
- Titolo originale: Scarecrow
- Diretto da: Christoph Schrewe
- Scritto da: Karen Maser

### Trama
L'episodio comincia con Prentiss che dichiara che ha intenzione di fermare "Graffio" una volta per tutte, e anticipa a Rossi che sta aspettando risposta da un profiler esperto alla sua proposta di unirsi alla squadra; gli altri discutono su chi potrebbe essere. Il caso odierno li porta a Yakima, nello Stato di Washington, dove le autorità hanno ricevuto la segnalazione di scomparsa di una ragazza vestita come una prostituta, che secondo chi ha segnalato è stata rapita da qualcuno che guidava un'auto blu scuro. Inoltre, nel letto di un torrente sono affiorati, grazie a una esondazione di qualche giorno prima, due gruppi di resti, il primo scheletrizzato (dagli esami, risalente a tre anni prima) e il secondo più recente (tre settimane prima): entrambi appartengono a ragazze, sono state pugnalate diverse volte con un paio di cesoie o un coltello, e indossano una sorta di indumento di iuta con filo spinato fissato attorno ai corpi. Durante una seconda ispezione sulla scena, JJ e Alvez rinvengono altri dieci set di resti, di cui uno risalente a cinque anni prima e con cinquanta ferite; per questo motivo gli agenti ritengono che questa sia stata la prima vittima del Soggetto Ignoto, e che probabilmente lui la conosceva. Il profilo delinea un SI "difensore della morale", che vorrebbe fare sesso con le vittime, ma per via dell'educazione ricevuta non può o non vuole. L'indumento di iuta e filo spinato ha una connotazione religiosa perché potrebbe essere il modo dell'SI di punire le vittime e riflette le umiliazioni da lui subìte da parte del padre, che praticava la mortificazione corporale. Quando gli agenti vanno ad arrestarlo, Prentiss e Alvez lo seguono all'interno di un silo per il grano per convincerlo a consegnarsi, ma lui attiva una leva e il grano comincia a sommergerli; Rossi riesce ad aprire la porta e a tirarli fuori prima che vengano sepolti vivi, mentre l'assassino muore. Nel corso delle indagini, Reid riceve una telefonata dalla madre, che non ricorda di trovarsi nella clinica di Houston, in Texas, dove lui l'ha trasferita un mese prima per farla partecipare a una sperimentazione sull'Alzheimer, ed espone a JJ il suo sospetto che le stiano in realtà somministrando dei placebo, dato che la sperimentazione non sembra ottenere risultati. Sul volo di ritorno, Reid comunica a Prentiss di aver bisogno di un permesso per recarsi subito in Texas e rendersi conto di persona delle condizioni della madre. A Quantico, i colleghi si accorgono che qualcuno li sta aspettando: si tratta di Stephen Walker, agente del Programma di Analisi Comportamentale dell'FBI, che entrerà a far parte della squadra.

### Soggetto Ignoto
Kevin Decker

### Citazioni
- "Dio, a volte, ci porta in acque turbolente, non per annegarci, ma per ripulirci." Anonimo (Dott. Spencer Reid)
- "Talvolta le cose buone vanno in pezzi perché possano accaderne di migliori." Marilyn Monroe (David Rossi)

## Profiling 202
- Titolo originale: Profiling 202
- Diretto da: Rob Bailey
- Scritto da: Virgil Williams

### Trama
L'episodio è raccontato sotto forma di un seminario che Rossi tiene a una classe di giovani promettenti "coordinatori territoriali" come parte del loro corso per diventare profiler dell'FBI, affiancato da Prentiss e Walker. Per coincidenza, è anche il giorno del compleanno di Rossi, ovvero il giorno in cui lui ogni anno riceve dal serial killer Thomas "Tommy" Yates (che i media hanno soprannominato "razziatore di uteri" (perché la sua firma consiste nell'asportare gli organi riproduttivi e le corde vocali delle vittime) il nome e il luogo di sepoltura di una vittima. Evaso dal carcere e nonostante sia gravemente malato, questi ricomincia a rapire e uccidere, tenendo per sfida un contatto continuo con Rossi, fino a cercare di seppellire l'ultima vittima nel giardino della sua casa. Nel frattempo la squadra, con l'aiuto degli agenti in addestramento, studia il caso, mentre Reid è da sua madre.
A fine episodio Rossi invita a casa sua per cena gli allievi e i compagni di squadra.

### Soggetto Ignoto
Tommy Yates, detto anche razziatore di uteri

### Citazioni
- "Che follia anticiparsi il male prima che questo avvenga!" Lucio Anneo Seneca (David Rossi)
- "La vita dei morti persiste nel ricordo dei viventi." Marco Tullio Cicerone (Stephen Walker e David Rossi)

## La rabbia dentro
- Titolo originale: Seek and Destroy
- Diretto da: Diana C. Valentine
- Scritto da: Erik Stiller

### Trama
Una banda di giovani alla ricerca del brivido compie una serie di rapine (entrando mentre i proprietari sono fuori, senza far scattare allarmi) che successivamente diventano violente invasioni domestiche in quartieri benestanti nei dintorni di San Diego, California: vandalizzano le abitazioni distruggendo le pareti e scrivendo sugli specchi, e portano via gioielli e apparecchi elettronici, tutto unito ad alcool e allo sballo delle droghe. Al termine, colui che si sospetta sia il leader, autocontrollato e maturo, uccide i proprietari sparando loro in stile esecuzione in una stanza separata, in modo che gli altri non lo sappiano. Da una foto in cui i volti dei soggetti sono stati bruciati, sulla seconda scena del crimine, gli agenti intuiscono che per almeno un membro della banda è una questione personale e che lui o lei ce l'ha con la propria famiglia più degli altri. Nel frattempo, dopo aver visto il leader uccidere senza esitazione una coppia, una delle ragazze medita di abbandonare la banda e cerca di convincere un'altra ragazza e un ragazzo. Avendo scoperto l'identità di quest'ultimo, si risale all'altra ragazza: in realtà è lei la leader, infatti l'ultima casa presa di mira è quella dei suoi genitori, odiati perché, secondo lei, hanno sempre scelto la sorella minore invece di lei. Stephen Walker si dedica completamente a tentare di localizzare "Graffio" e di capire dove potrebbe colpire di nuovo.

### Soggetto Ignoto
Il capo della banda Bethany Adams

### Citazioni
- "Adesso fonderemo una banda di masnadieri e la chiameremo “La banda di Tom Sawyer”. Chi vuole farne parte deve giurare e deve firmare con il sangue." Mark Twain (Stephen Walker)
- "Una banda è dove un vigliacco va a nascondersi." Mickey Mantle (Emily Prentiss)

## Il tempo della memoria
- Titolo originale: Surface Tension
- Diretto da: Oz Scott
- Scritto da: Bruce Zimmerman

### Trama
Una docente di Anatomia, che è anche coroner della Contea di Tampa, in Florida, nota, durante una lezione, uno strano simbolo disegnato a pennarello, ma non completo, sul corpo di un senzatetto uguale a quello sul cadavere di una donna rinvenuto dieci giorni prima. I delitti hanno una componente rituale, e dopo un terzo cadavere, si delinea il quadro completo: l'SI prende di mira cittadini virtuosi, tenuti in grande considerazione all'interno della comunità, e li costringe a suicidarsi minacciando di fare del male a loro cari; inoltre, egli frequenta in qualche modo la comunità dei senzatetto. Anche i luoghi di ritrovamento dei cadaveri sono significativi: sono doline, un messaggio di protesta del Soggetto Ignoto contro la rovina dell'ambiente da parte degli uomini, ma anche perché i suoi genitori erano stati inghiottiti dal terreno franato sotto i loro piedi. Lo stesso Soggetto viene individuato come responsabile degli omicidi irrisolti di sei donne, violentate poi strangolate, cominciati tre anni prima e interrotti dieci mesi prima. Reid, che collabora al caso via telefono essendo rimasto a Washington per prendersi cura della madre, nonostante la convivenza difficile, spiega ai colleghi che i tre luoghi di ritrovamento corrispondono a tre lati dell'ammasso stellare di Ofiuco: quindi l'assassino ha scelto quel tipo di vittime come ringraziamento al Diavolo. Sul volo di ritorno, JJ dice a Rossi di essere preoccupata per l'amico e di avere un brutto presentimento, ma lui le assicura che Reid troverà un modo per gestire la situazione. Quest'ultimo trova un'altra badante per la madre, che si dimostra molto disponibile e competente, dopo che la prima scappa a causa delle intemperanze di Diana; in un momento di lucidità, lei e Reid condividono dei ricordi dell'infanzia di Spencer.

### Soggetto Ignoto
Bryce Jarvis

### Citazioni
- "Dobbiamo ricordare che anche Satana fa i suoi miracoli." John Calvin (Dott. Spencer Reid)
- "Il tempo si muove in una direzione. La memoria nell’altra." William Gibson (Dott. Spencer Reid)

## Un buon marito
- Titolo originale: A Good Husband
- Diretto da: Laura Belsey
- Scritto da: Jim Clemente

### Trama
La BAU si reca a Palm Springs, California, quando un torso maschile viene rinvenuto in un cassonetto, e un altro in un parcheggio. Per il primo la causa della morte non si può determinare, poiché gli arti e la testa sono stati tranciati con un'ascia post mortem; mentre per il secondo è dissanguamento, ciò significa che la vittima era viva al momento dello smembramento. Quest'ultima viene identificata dalla moglie, che riconosce una cicatrice; il terzo e il quarto torso vengono esposti in luoghi pubblici ed estremamente frequentati nella zona dove risiede la comunità gay della città. Tutte le vittime avevano problemi sentimentali e affogavano i propri dispiaceri nell'alcool, perciò si presume che l'SI sia stato lasciato da poco da un fidanzato o marito, frequenti i locali notturni e le droghi per mantenerle fisicamente deboli e poterle dominare. Si delinea il profilo di un Soggetto Ignoto, membro della comunità LGBT, sadico e maniaco del controllo, che esercita un controllo coercitivo all'interno della relazione e non accetta il rifiuto, pretendendo che il partner dipenda totalmente da lui, impedendogli, ad esempio, di frequentare le amiche. Gli agenti arrivano in tempo per salvare il marito dell'SI, che stava per essere ucciso dopo aver intuito che l'assassino era lui. Reid è con gli altri sul campo, e dice a Prentiss di aver trovato un'infermiera competente che si occupi della madre quando lui è in viaggio per lavoro; alla fine dell'episodio, tuttavia, le comunica che prenderà nuovamente alcuni giorni di permesso per andare a Houston a parlare con il medico che aveva in cura Diana, poiché inizia a pensare che tenerla in casa non sia stata la decisione più giusta.

### Soggetto Ignoto
Mark Tolson

### Citazioni
- "Il buon marito fa la buona moglie." John Florio (David Rossi)
- "Niente è più triste della morte di un’illusione." Arthur Koestler (Emily Prentiss)

## Spencer
- Titolo originale: Spencer
- Diretto da: Glenn Kershaw
- Scritto da: Kirsten Vangsness e Erica Messer

### Trama
Su una strada sterrata nel deserto messicano, una pattuglia locale insegue un'auto che va a tutta velocità; quando la ferma, vi trova nel bagagliaio cocaina, contanti e 20 000 dollari in eroina, allora intima all'uomo al volante di scendere e mostrare i documenti, ma lui non li ha con sé ed è in grado solamente di affermare di essere americano. La polizia federale messicana non può fare altro che arrestarlo e lo porta al distretto di Matamoros, dato che l'inseguimento è avvenuto nella contea dove si trova la cittadina. A Quantico, Prentiss riceve la telefonata di Cruz che la informa che Spencer Reid è stato arrestato in Messico per possesso di droga a fini di spaccio e che al momento dell'arresto sembrava avesse assunto qualche sostanza; lei e Rossi mettono al corrente il resto della squadra e tutti credono fin da subito che la droga in auto sia stata messa da qualcuno e che il collega sia stato drogato dalla stessa persona. Il primo sospetto è che sia opera di Peter Lewis (il "Signor Graffio"), il quale dopo l'attacco a Tara è sparito dalla circolazione e potrebbe essersi rifugiato proprio in Messico. Prentiss, Rossi e Alvez partono per chiarire la situazione. Nel frattempo, Reid viene visitato da un medico, che gli preleva il sangue per gli esami, e tenta di ricordare cosa sia successo, sebbene alterni tra ricordi nitidi e confusi. All'arrivo dei colleghi, sembra non riconoscere il nome di Luke ma dice di essere venuto in Messico per incontrare una certa Rosa Medina, una dottoressa conosciuta a Houston che aveva scritto un articolo sull'Alzheimer; al Quartier Generale, JJ setaccia la sua scrivania trovando diverse riviste mediche e insieme ai colleghi deduce che Reid avesse deciso di optare per approcci nuovi, come la medicina sperimentale e olistica. Probabilmente è andato in Messico per rifornirsi di medicine, e perché, se erano illegali, non poteva acquistarle negli Stati Uniti. Dal tracciamento dei movimenti del passaporto di Reid, Garcia scopre che ha attraversato il confine tre volte negli ultimi tre mesi, utilizzando il passaporto personale e non quello governativo, e così facendo ha infranto il protocollo del Bureau, che impone agli agenti Federali di notificare ogni viaggio in quanto rappresentano un bersaglio di alto valore. A Matamoros, i test tossicologici danno esito positivo per quanto riguarda eroina e cocaina, ma Prentiss ne richiede uno completo poiché, dato che Reid mostra uno stato dissociativo e perdita di memoria, ritiene che gli sia stata somministrata la scopolamina; l'Investigatore Capo la avvisa che tuttavia per il test completo ci vorrà più tempo. Comunque, viene rilevato lo stramonio. Si scopre che il vero nome di Rosa Medina, colei che gli aveva dato le medicine nuove, è in realtà Nadie Ramos: Reid ricorda che aveva appuntamento con lei in un motel, ma poi lei ha visto qualcuno fuori dalla finestra ed è rimasta sconvolta; questa persona è entrata e l'ha aggredita, e Reid ha probabilmente perso i sensi. La situazione si complica quando nella camera del motel viene trovato il corpo di Nadie, pugnalata molte volte: all'accusa di possesso di droga si aggiunge quindi quella di omicidio. Fortunatamente quella di contrabbando cade quando le analisi dichiarano che le sostanze contenute nelle boccette di medicinali non sono illegali, anche se alcune non approvate dall'FDA. Prentiss propone a Reid un'intervista cognitiva: raccontando ciò che ricorda, lui afferma a un certo punto di avere in mano il coltello insanguinato con cui è stata pugnalata la dottoressa, ma di non sapere perché lo aveva in mano. Prentiss fa ascoltare la registrazione a Rossi e Alvez, ma è consapevole che per ora quella è solo un'altra prova contro Spencer. In aiuto arrivano Matthew Simmons e Clara Seger della Squadra d'Intervento Internazionale (IRT): una svolta arriva finalmente con la scoperta di Garcia che Nadie Ramos aveva la doppia cittadinanza, perché essendo nata a Houston era anche cittadina americana; ciò consente l'estradizione di Reid. I membri della BAU riescono così a impedire il suo trasferimento presso il famigerato carcere di massima sicurezza di "El Diablo" e invece a riportarlo, sul jet, verso Quantico. Prima di partire, l'investigatore capo della Policía messicana chiede a Prentiss di poter avere la registrazione dell'intervista cognitiva, ma lei risponde di non averla registrata perché Reid era ancora sotto l'effetto delle droghe e ciò che avrebbe detto non sarebbe stato attendibile. Walker assicura che il suo ex Capo Unità al Programma Comportamentale può fornire a Reid la migliore consulenza legale. A Quantico, Spencer riabbraccia JJ e Garcia, chiedendo notizie della madre; JJ gli assicura che Diana sta bene e che l'infermiera si occupa di lei. Walker riceve un SMS e chiama Prentiss in disparte, informandola che Reid non ha diritto all'assistenza legale del Bureau perché non era in viaggio per ragioni governative e non l'ha notificato, quindi per riabilitare il suo nome e arrivare in fondo alla vicenda dovranno cavarsela da soli.
- Guest star: Daniel Henney (Matthew Simmons), Alana de la Garza (Clara Seger)

### Soggetto Ignoto
Anonimo

### Citazioni
- "Certamente non v’è sulla terra alcun uomo giusto che faccia il bene e non pecchi mai." Ecclesiaste 7:20 (Dott. Spencer Reid)
- "Ci sono tante cose fragili dopo tutto. Le persone si spezzano così facilmente e anche i sogni e i cuori." Neil Gaiman (Emily Prentiss)

## Rotta di collisione
- Titolo originale: Collision Course
- Diretto da: Alec Smight
- Scritto da: Stephanie Sengupta

### Trama
All'inizio dell'episodio, JJ fissa la scrivania di Reid poiché non riesce a capacitarsi del fatto che lui sia finito nei guai, e dice a Garcia di aver saputo da Emily che l'amico è finalmente riuscito a dormire. Rossi si dichiara disposto a pagare la cauzione, non importa quanto alta sarà. Il National Transportation Safety Board (NTSB - Ente Nazionale Sicurezza Trasporti) chiede assistenza alla BAU: due conducenti hanno investito due pedoni a bordo di una Meridian del 2013 (affermando di averne perso il controllo), sullo stesso tratto di strada di Bradenton, Florida: il pedone muore per le lesioni, la conducente sopravvive pur riportando ferite. Questi incidenti si aggiungono ad altri due avvenuti qualche giorno prima, sempre sullo stesso tratto stradale e sempre con stessi marca e modello dell'auto; in quei due casi però sia i conducenti sia i pedoni sono sopravvissuti. Gli agenti comprendono subito che il Soggetto Ignoto trasforma le auto in vere e proprie armi del delitto, quindi anche i conducenti devono essere considerati vittime, in quanto egli hackera le apparecchiature elettroniche portatili dei veicoli per assumerne il completo controllo: aziona i tergicristalli, fa aprire e chiudere i finestrini, blocca i freni e aumenta la velocità ben oltre i limiti. Poi imposta la radio su una specifica stazione, guida l'auto da remoto dirigendola su un pedone e registra i dirottamenti attraverso le telecamere interne, per poter rivivere le collisioni che provoca. Nelle prime due le vittime sono casuali, nelle successive la sicurezza in sé dell'SI è aumentata, perciò prende di mira persone che assomigliano all'oggetto della sua rabbia, che vuole terrorizzare e punire, oltre a cambiare modello di auto. Inoltre, le spia per impararne abitudini e programmi hackerando le telecamere dei parcheggi. Gli agenti lo classificano come sadico sinforofiliaco, al punto che deve metterli in scena lui stesso per poter guardare; gode per il terrore dei conducenti (i quali si sentono impotenti) e per l'impatto dei pedoni prescelti. Manca delle abilità sociali necessarie a formare relazioni sane, e ciò potrebbe alimentare la sua rabbia. Dai social media della pedone uccisa nella terza collisione, Garcia risale a un sito di incontri, dove l'SI aveva provato a corteggiare delle donne e, al loro rifiuto, aveva cominciato a stalkerarle online; rapisce l'ultima che lo aveva ignorato costringendola a guidare la propria auto e per poco non la fa schiantare, se non fosse per Garcia che riesce a inserirsi nel sistema, diminuendo la velocità e fermandola; l'SI viene arrestato. Prentiss non lavora al caso, cedendo il comando a Rossi per dedicarsi a Reid, detenuto nella sede centrale del Dipartimento di Polizia di Washington. Quando chiede notizie della madre, Emily gli riferisce che JJ è andata a trovarla tutti i giorni con i bambini e che le ha spiegato la situazione; il fatto che la nuova infermiera sia competente aiuta. Sempre Emily gli procura un avvocato, Fiona Duncan, conosciuta quando Prentiss viveva in Italia per il lavoro della madre, la quale mette subito in chiaro che non ha bisogno che Spencer sia innocente, ha bisogno che le racconti cos'è accaduto esattamente in Messico; il suo compito è tenerlo fuori di prigione, perciò non deve mentirle; aggiunge che dovranno affrontare una dura battaglia perché le prove circostanziali sono tutte contro di lui, ma se lui le darà il permesso, lei utilizzerà tutte le armi a sua disposizione. Reid decide di rifiutare l'offerta di patteggiamento da 2 a 5 anni che il giudice propone, non avendo intenzione di dichiararsi colpevole, anche solo di omicidio colposo, sebbene sia l'avvocato sia Prentiss ritengono che dovrebbe considerare l'offerta, e comincia a pensare che "Graffio" vincerà anche questa volta. Tutto si complica quando giunge la notizia che nel deserto messicano è stato rinvenuto il coltello con cui è stata pugnalata Nadie Ramos, e sopra ha il sangue e le impronte di Spencer; in più, la lama combacia con la ferita che lui ha sulla mano. La nuova offerta è da 5 a 10 anni, e se la rifiuta andrà a processo: Reid rifiuta anche questa. All'udienza preliminare, il Vice Procuratore obietta che è a rischio di fuga in qualità di agente dell'FBI, poiché ha contatti in tutto il mondo e potrebbe procurarsi un passaporto contraffatto se volesse; inoltre, ha violato il protocollo non notificando al Bureau i suoi spostamenti e non viaggiando per ragioni governative. Il giudice nega la cauzione e impone che Reid dovrà restare in custodia federale fino al processo (non prima di 3 mesi); tra gli sguardi sconvolti dei colleghi, viene scortato in manette via dall'aula.

### Soggetto Ignoto
Jonathan Rhodes

### Citazioni
- "L’illusione del controllo fa sembrare la vulnerabilità più accettabile." Allie Brosch (Emily Prentiss)
- " La perdita di controllo è sempre fonte di paura. È anche, tuttavia, sempre fonte di cambiamento." James Frey (Dott. Spencer Reid)

## Maschio alfa
- Titolo originale: Alpha Male
- Diretto da: Rob Bailey
- Scritto da: Karen Maser

### Trama
I membri della BAU discutono della cauzione negata a Reid dal giudice, e della decisione di quest'ultimo di rifiutare il patteggiamento; Garcia propone di scrivergli e mandargli lettere ottimistiche per fargli sapere che loro sono dalla sua parte, oltre a libri, articoli e riviste per mantenere in perfetto funzionamento il suo cervello; ha anche preparato un cartellone per i turni di visita, inserendo sé stessa per prima. Arrivano Prentiss e Rossi, che li informano che Reid è stato trasferito presso il carcere di massima sicurezza Millburn, tra i criminali comuni, a causa del sovraffollamento. A Philadelphia, Pennsylvania, ci sono state quattro aggressioni con acido nitrico in due settimane: solo in un caso è stato fatale, le altre vittime sono ricoverate al centro ustioni della città con bruciature su viso e collo. Salta subito all'occhio che il colpevole non ha preferenze né di sesso né di razza, e che tutte le vittime sono attraenti e a basso rischio. La caratteristica comune è una frase in latino urlata prima delle aggressioni. Le prime tre sono avvenute di notte, mentre dalla quarta anche di giorno; è chiaro che l'SI abbia studiato i programmi delle vittime, quindi si deduce che le abbia spiate per giorni per essere certo di colpire in un momento vulnerabile. Da un sospettato (poi estraneo ai fatti), gli agenti ottengono il nome di un sito appartenente alla cosiddetta "maschiosfera", a cui presumibilmente il Soggetto Ignoto è iscritto. Si capisce anche che le vittime sono state selezionate da una serie di categorie sulla homepage del sito, allora gli agenti pensano di poter prevedere chi colpirà di nuovo. In realtà, una potenziale vittima successiva viene ignorata a favore di una ragazza non prevista, perciò la convinzione è che l'assassino stia pianificando un attacco su scala più vasta, specialmente dopo la scoperta di un manifesto di 118 pagine in cui egli esprime le proprie ideologie, sul modello di quello di Elliot Rodger sull'odio e sulla frustrazione per il fatto che tutti avevano amore e affetto, ma non lui (scritto e inviato a parenti e amici prima di compiere il massacro di Isla Vista, in California, nel 2014; è da questo che l'SI ha preso la frase in latino "Io li distruggerò"). Il Soggetto Ignoto è un narcisista, socialmente impacciato con le donne, che si vede come un "Maschio Alfa" superiore agli altri uomini, che però le donne preferiscono a lui. La sua rabbia è generata probabilmente da precedenti episodi di amore non corrisposto; respinto dalle donne e minacciato dalla competizione con gli altri uomini, utilizza l'acido (a cui può accedere grazie al proprio lavoro) per infliggere il massimo della sofferenza fisica ed emotiva, e per far sentire le vittime brutte, non volute e perché si disprezzino, esattamente come si sente lui. La BAU riesce a individuare il locale dell'attacco su scala più vasta (che ospita un evento per single), e lo arresta senza dover ricorrere alla forza o alle armi. Nel frattempo, Reid tenta di abituarsi al nuovo ambiente: quando protesta con una guardia perché non dovrebbe trovarsi lì, quest'ultimo gli ordina di restare al suo posto, oppure spargerà la voce che lui è un Federale. Stringe amicizia con Luis Delgado, un ragazzo terrorizzato, e conosce Calvin Shaw, ex agente dell'FBI privato del distintivo per aver ucciso la propria informatrice e che sei mesi dopo, dilaniato dal senso di colpa, si era consegnato spontaneamente. Shaw lo salva dal comitato di benvenuto di una gang, e Reid intuisce che lì dentro lui è rispettato perché ha ammesso ciò che ha fatto e ha una buona reputazione perché tra i criminali uccidere gli informatori è considerato il peggio del peggio; lo fa spostare in una cella singola accanto alla propria e gli promette di fargli avere dei libri e un lavoro per passare il tempo. Gli spiega che vivere in prigione sarà inizialmente difficile, ma che Spencer deve solo imparare a sopravvivere, e lui lo aiuterà a farlo. Nella scena finale, loro giocano a scacchi, con Reid che assicura che non gli serve una scacchiera perché vede le mosse nella sua mente.

### Soggetto Ignoto
Alan Crawford

### Citazioni
- "Gli uomini forti, gli uomini che sono veramente esempi da seguire, non hanno bisogno di umiliare le donne per sentirsi potenti." Michelle Obama (Penelope Garcia)
- "Una delle molte lezioni che si imparano in prigione è che le cose sono ciò che sono e saranno ciò che saranno." Oscar Wilde (Dott. Spencer Reid)

## Un aiuto inutile
- Titolo originale: Assistance is Futile
- Diretto da: Leon Ichaso
- Scritto da: Virgil Williams

### Trama
JJ va in carcere a trovare Spencer, che la accoglie felice di vederla ma dice che avrebbe preferito non fosse venuta; lei replica che sta cercando di mantenere meglio che può la promessa che non sarebbe più stato da solo. Sente i fischi e i commenti allusivi dei detenuti, ma afferma che può gestirli se è il prezzo da pagare per poterlo vedere; gli comunica che hanno ricevuto i risultati dell'esame tossicologico completo ed è negativo alla scopolamina. Spencer è frustrato perché rintracciare quella droga era l'unico modo per provare che dietro al suo arresto e all'omicidio in Messico c'è il "Signor Graffio", che invece così la farà franca di nuovo. Jennifer, vedendolo rassegnato, gli promette che loro non glielo permetteranno, lo faranno uscire di prigione e riabiliteranno il suo nome, ma lui deve tenere un profilo basso; per risollevarlo, lei gli mostra un disegno fatto dal figlio Henry raffigurante lui stesso e Spencer (alla fine dell'episodio lo appenderà alla sua scrivania). L'amico le chiede di raccontarle del nuovo caso, per avere altro a cui pensare, e lei lo accontenta. A New York è stata trovata la terza vittima delle ultime sei settimane, sulla ventina e abbandonata in un vicolo come le prime due; e tutte avevano ciascun osso del corpo spaccato con un martello. Una differenza è che le prime due sono state rapite e uccise entro due giorni, la terza è scomparsa la settimana precedente, ma è morta da 24 ore. È un sadico perché ha imparato a prolungare il piacere tenendole in vita, e le rapisce e le abbandona in tutti e cinque distretti della città. Tutte erano istruite o avevano un impiego retribuito, quindi erano a basso rischio, ma sono state rinvenute in bar e nightclub con alcool e MDMA nell'organismo. Scompare un'altra ragazza poi salvata dagli agenti il giorno successivo, mentre una donna arriva al NYPD mostrando al detective a capo dell'indagine il diario del figlio, pieno di appunti sulle sue fantasie di spaccare le ossa, e vuole parlare solo con l'FBI: Rossi e Alvez la incontrano e lei rivela loro di essere convinta che suo figlio sia il serial killer che stanno cercando. Grazie alle sue informazioni, ottengono un identikit del ragazzo e mettono in allerta tutti i poliziotti della città, convocando anche una conferenza stampa; di lui però, che in compenso rapisce una quinta ragazza e la picchia con la stessa arma, nessuna traccia. Garcia nota il turbamento di JJ, e quest'ultima afferma che Spencer deve essere tirato fuori dal carcere; Garcia le assicura che ci riusciranno e poi si abbracciano. Gli agenti deducono che si è recato sul tetto del nightclub dove un anno prima, partecipando a un rave, aveva drogato e stuprato un'altra partecipante, per poi romperle gli arti e gettarla dal tetto uccidendola; questo primo omicidio, unito all'impotenza provocata dall'uso continuativo di MDMA lo hanno fatto precipitare in una spirale di furia omicida. Rossi e Alvez giungono sul tetto e provano a parlargli, ma lui si suicida lasciandosi cadere. Tornati alla base, JJ ammette a Rossi di sentirsi un po' a terra dopo aver visto Spencer rinchiuso, e il collega la conforta dicendole che devono aggrapparsi alla speranza. Reid comprende che, per ottenere lo stesso rispetto di cui gode Shaw in carcere, dovrebbe addossarsi la colpa dell'omicidio di cui è accusato, ma naturalmente non vuole farlo. Shaw gli spiega che lì dentro sono tutti psicopatici, lui deve solo scegliere se essere un predatore o una preda; inoltre chiarisce che se Reid continuerà a voler resistere alle sopraffazioni e a pensare che le regole normali si applichino anche in prigione, lui non potrà più proteggerlo, e gli augura "Buona fortuna". Reid risponde che correrà il rischio, ma nella scena finale la gang che aveva aggredito Luis entra nella sua cella e aggredisce anche lui.

### Soggetto Ignoto
Daniel Allen White

### Citazioni
- "Andare contro coscienza è disonesto e pericoloso. Resto fermo sulla mia posizione. Non posso fare diversamente." Martin Lutero (Dr. Spencer Reid)
- "La speranza è riuscire a vedere che c’è la luce, nonostante tutta l’oscurità." Desmond Tutu (Dr. Spencer Reid)

## Nell'oscurità
- Titolo originale: In The Dark
- Diretto da: Diana C. Valentine
- Scritto da: Dania Bennett

### Trama
A Quantico, Alvez sente dei singhiozzi e ne cerca l'origine, accorgendosi che provengono dall'ufficio di Garcia, vi entra e la trova in lacrime: sa che lei è andata a trovare Spencer, perciò il motivo deve essere legato a quello. Garcia spiega che l'amico è stato picchiato, anche se non è grave (anche l'avvocato assunto da Prentiss lo ha saputo, e ha presentato istanza di custodia protettiva), e per fortuna ha conosciuto Delgado e Shaw, con cui parla. Alvez riconosce il nome di Shaw, e dice all'analista che, se vorrà parlare di nuovo con qualcuno in futuro, lui ci sarà. Vengono interrotti dalla notifica di un nuovo caso: a Burlington, Vermont, due bracconieri sono stati uccisi con un colpo d'arma da fuoco sparato da un fucile da caccia dritto al cuore, da lunga distanza e in pieno giorno. La scena è estremamente organizzata e l'assassino non ha lasciato dietro di sé alcun indizio. Due donne sono state invece accoltellate diverse volte allo stomaco, al torso e alle braccia dentro le rispettive abitazioni di notte; qui le scene sono disorganizzate e più violente, segno che la rabbia è maggiore. Inizialmente, la BAU presume che si tratti di due SI distinti, che operano nella stessa città, per via dei differenti modus operandi, della differente vittimologia, dei differenti momenti del giorno e dell'aspetto delle scene dei delitti; ciò mette un po' in crisi la squadra perché devono cercare di capire se i due sono a conoscenza l'uno dell'altro. Intanto avviene un altro doppio omicidio (bracconiere di giorno e un ragazzo di notte), poi una coppia attirata alla porta d'ingresso e sempre pugnalata al cuore; una successiva invasione domestica, fortunatamente non fatale poiché il proprietario fa partire un colpo dal proprio fucile che sveglia il killer e lo mette in fuga, fornisce a JJ e Tara la giusta intuizione: il Soggetto Ignoto è un sonnambulo, quindi le vittime notturne non erano intenzionali, mentre quelle diurne sì in quanto gli ricordavano il padre. Le case che ha preso di mira erano ex covi di tossici o bordelli che quest'ultimo frequentava, e pugnalandone i proprietari era come se pugnalasse il padre. Inoltre, assumeva farmaci contro ansia, disturbo ossessivo - compulsivo e disturbo borderline, tutti prerequisiti per il sonnambulismo. In prigione, Reid dice a Shaw che la gang di Milos potrebbe essere disposta a negoziare; Shaw gli chiede cosa lui potrebbe offrire loro, e lui risponde qualunque cosa che non sia illegale. Fiona Duncan dà a Spencer una notizia buona e una cattiva: il processo si terrà presso il tribunale distrettuale Federale di Alexandria, che è a sentenza rapida e quindi potrà svolgersi non più tardi del mese prossimo; ma sebbene abbia presentato l'istanza, qualcosa blocca la procedura per la custodia protettiva. Più tardi, Shaw riceve la visita di Alvez, il quale gli fa notare che lo conosce perché quando era nella Squadra Latitanti ha studiato il suo caso, quindi ha intuito il vero motivo per cui Shaw si è consegnato spontaneamente: suo figlio. Egli aveva infatti instaurato una relazione sentimentale e clandestina con l'informatrice, mettendola incinta, ma per non distruggere il matrimonio e la propria carriera l'aveva uccisa sparandole anche all'utero, in modo da cancellare ogni traccia del bambino; sei mesi dopo la moglie aveva partorito e lui, desiderando crescere il figlio con una coscienza pulita, aveva confessato. Alvez minaccia l'ex agente: se a Reid verrà fatto ancora del male, lui gli impedirà di vedere suo figlio. Il giorno seguente, Reid riferisce a Shaw che vuole che le sue misure protettive siano estese anche a Delgado, ma lui rifiuta; Spencer aggiunge che andrà dalle guardie per proporre di offrire la propria cella al ragazzo, ma non fa in tempo: alla fine dell'episodio, la gang di Milos tende a entrambi un'imboscata in lavanderia e pretende che loro siano i guardiani del carico di droga di cui è previsto l'arrivo. Minacciano Reid e, come avvertimento, il leader taglia la gola a Luis, che muore all'istante sotto gli occhi di Spencer, mentre quest'ultimo tenta di fermare l'emorragia.

### Soggetto Ignoto
Trey Gordon

### Citazioni
- "La vita, ovviamente, non attira mai l’assoluta attenzione di chiunque. La morte resta sempre interessante. Ci tira, ci trascina." Janet Malcolm (Jennifer Jareau)
- "Come sono fortunate quelle persone che nella vita non hanno paure né terrori, per le quali il sonno è una benedizione che arriva ogni sera e non porta altro che bei sogni." Bram Stoker (Tara Lewis)

## Il lato oscuro
- Titolo originale: Hell's Kitchen
- Diretto da: Simon Mirren
- Scritto da: Erica Messer

### Trama
Prentiss chiede a Rossi come mai non sia ancora andato a trovare Spencer, e il collega risponde che il motivo è che l'impossibilità di farlo uscire lo tormenta; Emily riferisce che Spencer ha chiesto espressamente di lui, allora Rossi decide di andare. Gli altri si concentrano sul prossimo caso: a Manhattan, Katie Hammond è scomparsa da cinque giorni e, malgrado New York sia coperta da telecamere a ogni angolo, la sua unica traccia è in un video nel quale la si vede scendere da un taxi all'incrocio di due strade, e rendersi conto di aver dimenticato il cellulare sul mezzo, poi più nulla. Si individua quasi subito un nesso con altri due cold case, due ragazze brune come Katie, che però erano tossicodipendenti e a volte si prostituivano: la loro causa della morte è un colpo da corpo contundente al cranio, e la peculiarità è che a entrambe sono stati drenati, prima della morte, tre litri di sangue; i cadaveri, al momento del ritrovamento avvenuto sette giorni dopo le scomparse, erano a faccia in su, completamente puliti e in posizioni angeliche. Per via del sangue, gli agenti cominciano a considerare le varie ipotesi, ovvero il feticismo per il sangue o un rituale. Viene fuori successivamente che, negli ultimi dieci anni, più di 20 ragazze tutte brune sono scomparse in tutta la città, ma l'FBI non se n'era particolarmente interessata perché erano tossiche. Dato che la maggior parte delle sparizioni di queste si sono verificate nel quartiere di Hell's Kitchen, JJ e Walker interrogano i genitori di Katie, ovviamente distrutti (anche perché quel giorno è il sedicesimo compleanno della figlia), per sapere se esista una ragione per cui la ragazza sarebbe potuta trovarsi in quel quartiere: emergerà, per andare dal padre più del numero di volte che a lui era concesso vederla. L'ex moglie si arrabbia con lui per aver reso la figlia un bersaglio, ma JJ le assicura che faranno tutto il possibile per trovarla. Ad alcune delle ragazze scomparse in precedenza era stato drenato soltanto 1 litro di sangue, perciò si deduce che più la vittima è sana, più sangue serve al Soggetto Ignoto (erano appunto tossicodipendenti, e il loro era contaminato), che quindi potrebbe soffrire di una malattia per la quale ha trovato una cura fai-da-te: a JJ viene in mente lo xeroderma pigmentoso, una rara malattia della pelle per la quale è letale anche la minima esposizione alla luce. Riflettendo su dove l'SI potrebbe nascondersi, con Katie, per avere isolamento e oscurità assoluti, gli agenti concludono che sono sottoterra, nei condotti della rete fognaria di New York; Walker e JJ vi penetrano attraverso una botola nel retro del furgone intestato all'assassino, parcheggiato in corrispondenza di un tombino. Si imbattono in Katie, indebolita a causa delle trasfusioni, che intanto aveva stretto un patto con l'SI e stava cercando un modo per uscire, e JJ la porta fuori, mentre Walker continua ad avanzare, finché non viene colpito alla testa proprio dal Soggetto e perde i sensi. Si riprende e gli spara mancandolo, poi gli spara di nuovo e questa volta lo centra; lo guarda morire e risale in superficie, dove Katie si è riunita ai genitori. Le altre ragazze erano morte mentre a loro volta cercavano una via d'uscita, inciampando e spaccandosi la testa all'interno dei condotti per via del disorientamento. Rossi si reca in carcere da Spencer: gli dice di aver saputo della morte di Delgado e gli chiede se c'è qualcuno con cui Reid può confidarsi; quest'ultimo gli spiega che c'è la terapia di gruppo, e che lo psicologo gli ha consigliato di tenere un diario, lui lo sta facendo ma non pensa che serva. Aggiunge che lì dentro, nessuno è sincero. Rossi osserva che forse è perché sono tutti rassegnati, e che Spencer non lo è perché è una brava persona, ed è questa la differenza tra lui e gli altri. Dopo che Rossi se ne va, arriva la partita di eroina che Reid dovrebbe passare di mano, ma lui prende una decisione rischiosa: vi aggiunge del veleno con l'intento di uccidere i due detenuti che avevano preteso la sua complicità e ucciso Luis. Tuttavia, l'esito è che diversi detenuti (compreso Shaw) vengono avvelenati per averla assunta e ricoverati in infermeria. Nella scena finale, Reid soccorre Malcolm, un altro con cui aveva stretto amicizia perché aveva sostituito Luis in lavanderia, che inizia a vomitare sangue perché costretto a provare la droga.

### Soggetto Ignoto
John Malone

### Citazioni
- "Come posso avere sostanza se non faccio ombra? Devo avere anche un lato oscuro per poter essere intero." Carl Jung (Dott. Spencer Reid)
- "Non si può vedere né toccare. Non si può udire né annusare. Giace dietro le stelle e sotto le colline. Riempie i vuoti buchi. Viene prima e dopo ogni cosa. Termina la vita e uccide il sorriso." John Ronald Reuel Tolkien (Dott. Spencer Reid)

## Il vero nord
- Titolo originale: True North
- Diretto da: Joe Mantegna
- Scritto da: Bruce Zimmerman

### Trama
Nella Riserva Naturale del Saguaro, in Arizona, tre persone sono state trovate legate a pali, con al collo collari per cani e una fascia di seta azzurra; ai piedi di ogni palo una bottiglietta d'acqua e tre massi posti perpendicolarmente ai pali. Tutti e tre erano i migliori laureati del proprio corso ed erano ambiziosi. Non sembra esserci una causa di morte evidente, perciò il medico legale ipotizza la disidratazione, soprattutto date le elevate temperature che raggiunge il deserto da quelle parti. Si aggiunge una quarta vittima, un ragazzo, che però devia dalla vittimologia in quanto era stato cacciato dal college al primo semestre, quindi era un nullafacente rispetto agli altri. Il collare per cani potrebbe essere il mezzo con cui il Soggetto Ignoto umilia e spersonalizza le vittime, oppure potrebbe essere simbolico. Gli agenti sono frustrati da elementi differenti: l'acqua, i massi, e appunto la vittimologia; inizialmente ipotizzavano che l'SI bevesse o svuotasse la bottiglietta davanti alle vittime per torturarle psicologicamente, ma poi JJ deduce che l'acqua è stata utilizzata come conduttore insieme ai collari, generando scariche elettriche che folgorano le vittime. È Alvez a mostrare, attraverso un piccolo esperimento, a cosa servono i massi e perché i pali sono stati posti a nord, spiegando che l'assassino ha creato una meridiana per orientarsi grazie al sole. Si giungerà a scoprire che ciascuna vittima era arrivata in alto nella graduatoria di una gara alla "Fiera della Scienza", quindi sono stati uccisi perché l'SI è convinto di averla ingiustamente persa, insieme a una borsa di studio che era in palio. Si appresta a uccidere anche la giudice che aveva consegnato il premio, e arriva la BAU; lui minaccia di suicidarsi folgorandosi (aveva già ucciso la madre allo stesso modo), ma JJ stacca l'interruttore generale prima che possa farlo e lo arrestano. Prentiss non lavora al caso perché prende un volo per Londra per incontrare un contatto dell'Interpol a cui chiedere aiuto per il "Signor Graffio" e, sebbene la prigione sia stata posta in lockdown per l'ondata di avvelenamenti causati dall'eroina tagliata da Reid (nessuno però sa che è stato lui), riesce a far ottenere una deroga al divieto di visite a Tara, in modo che si presenti in qualità di suo medico (anche se lei ha solo un dottorato in psicologia) e lo sottoponga a un'altra intervista cognitiva affinché finalmente lui collochi "Graffio" nel motel in Messico. Lui, che nel frattempo rivede Malcolm e si dice sollevato che stia bene ed è stato allontanato dai detenuti perché sospettano sia dietro all'avvelenamento (e Shaw spargerà la voce che è un Federale, mettendolo ancora più in pericolo), inizialmente non vuole anche perché per il senso di colpa non dorme, ma Tara insiste: nel primo colloquio, si blocca nello stesso punto in cui si era fermato con Prentiss (quando lei lo aveva interrogato in Messico - ha sentito uno spruzzo sul viso e c'era un'altra persona); la collega afferma che probabilmente la sua mente lo vuole proteggere da quello che è successo. Nel secondo colloquio, però, lui ricorda di aver preso il coltello e aver pugnalato Nadie Ramos, perciò si convince di essere colpevole. Tara si confronta con Emily, e concordano che la mente sta dando a Spencer una falsa ricostruzione della realtà, ma Tara farà un ultimo tentativo. Questo rivela una svolta inaspettata: Reid afferma di ricordare chiaramente che nella stanza del motel la terza persona presente non era "Graffio", bensì una donna.

### Soggetto Ignoto
Ben Davis

### Citazioni
- "È progresso se un cannibale usa la forchetta?" Stanislaw Lec. Poeta (Stephen Walker)
- "Il futuro è inevitabile e definito, ma può non avere luogo. Dio bada agli intervalli." Jorge Luis Borges (Emily Prentiss)

## Indimenticabile
- Titolo originale: Unforgettable
- Diretto da: Carlos Bernard
- Scritto da: Stephanie Sengupta

### Trama
Quattro dipendenti del governo federale, tra cui un grande amico e collega di Walker (entrambi lavoravano nel Programma di Analisi Comportamentale ed erano stati sul campo in Russia), finiscono in ospedale dopo aver mostrato i sintomi di un attacco cardiaco e un'insufficienza multiorgano, che in seguito rivelano avvelenamento da radiazioni (infatti nel loro sangue viene rinvenuta la presenza di una tossina estranea). Poiché Stephen e il suo amico hanno passato molto tempo in Russia, le indagini si concentrano dapprima su un cittadino russo accusato di corruzione nel Congresso degli Stati Uniti, anche perché il veleno è un tipico mezzo utilizzato dai criminali di quel Paese per eliminare oppositori, spie o nemici in genere. Le possibilità degli agenti sono tre: o il colpevole è un dipendente amareggiato, magari licenziato o scavalcato a favore di qualcun altro; o ha agito per trarre un vantaggio economico, ad esempio offrendo sul mercato un antidoto alla tossina; oppure ha agito per motivi personali, mascherando il proprio gesto con uno sfondo politico per colpire una persona specifica. Una quinta vittima orienta le indagini sulla terza possibilità: infatti l'uomo non ha segni di iniezione, ma ha ingerito il veleno; ciò presuppone che conoscesse l'assassino, che si rivela essere la moglie infermiera, affetta da disturbo antisociale. Voleva liberarsi del marito per riscuotere i 5 milioni di dollari della polizza assicurativa stipulata a suo nome, e per non destare sospetti ha fatto credere che il colpevole fosse una spia russa. Prende un ostaggio, ma Rossi le spara uccidendola. Nel corso dell'episodio si assiste a diversi flashback sulla missione di Walker e del suo collega in Russia. Le condizioni di quest'ultimo peggiorano e, sapendo di avere poco tempo, chiede a Stephen di far venire suo figlio, che dopo il divorzio su è schierato con la madre e frequenta il college in California; lui manda JJ e Alvez a prenderlo cosicché Sam possa dirgli addio e scusarsi per aver rovinato il loro rapporto, prima di morire. Nel frattempo, ora che Spencer ha ricordato che nella camera del motel c'era una donna (e l'ha descritta dettagliatamente), la BAU inizia a riflettere su chi potrebbe essere, mentre Fiona informa Reid che il processo è stato rimandato di sei settimane. Lui si preoccupa, ma l'avvocato osserva che il tempo extra permetterà all'Unità di identificare la donna, e lui potrebbe ricordare anche altro. Riceve la visita della madre Diana, che inizialmente è confusa, ma poi ricorda le boccette di medicine svuotate, e che quello è il motivo per cui il figlio era andato in Messico; si incolpa della sua incarcerazione, ma Spencer le assicura che è un malinteso e che si risolverà tutto. Diana gli dice di aver mandato via l'infermiera Campbell perché le nascondeva gli oggetti, ma di averne un'altra fantastica. Questa arriva quando è il momento di andare, presentandosi a Reid come Carol Atkinson: lui però riconosce nella sua voce quella della donna del motel, e nel suo aspetto Lindsey Vaughn, la figlia di un sicario conosciuta dieci anni prima, che quindi è la responsabile dell'omicidio di Nadie Ramos. Lui, scioccato, non può fare altro che guardare la madre uscire con lei, gridando invano il suo nome.

### Soggetto Ignoto
Sarah McLean

### Citazioni
- "Il passato non è mai dove credi di averlo lasciato." Katherine Anne Porter (Stephen Walker)
- "La vita può essere capita solo all’indietro, ma va vissuta in avanti." Søren Kierkegaard (Dott. Spencer Reid)

## Luce verde
- Titolo originale: Green light
- Diretto da: Alec Smight
- Scritto da: Erik Stiller

### Trama
Reid informa Prentiss e Fiona che Lindsey Vaughn (Gia Mantegna) ha rapito la madre fingendosi l'infermiera sostituta; malgrado Prentiss ritenga che tale affermazione sia frutto della deprivazione del sonno di Spencer, decide, insieme al resto della squadra, di verificarne l'attendibilità. I nuovi membri (Tara e Alvez) vengono aggiornati su Lindsey: figlia del sicario della mafia di Boston Jack Vaughn, ha assistito all'uccisione, da parte sua, del ragazzo che aveva rapito lei e un'amica e strangolato quest'ultima, davanti agli occhi di Reid (che era presente perché aveva tentato di calmare Jack) dieci anni prima (nell'episodio 3x12). A seguito di questo evento, il padre (che aveva deciso di testimoniare contro la società mafiosa cui apparteneva) era stato scagionato per via del suo valore come testimone, e lui e la figlia erano stati trasferiti ad Atlanta, in Georgia, per ricominciare. Cinque anni dopo, Lindsey aveva lasciato autonomamente la protezione testimoni e, lavorando con diversi cartelli della droga, aveva cominciato a commettere omicidi lungo il confine tra Texas e Messico, sparando alle vittime alla nuca in stile esecuzione servendosi della stessa pistola del padre, una Desert Eagle calibro 0,50 con proiettili a punta cava, per tramandarne l'eredità. Alvez si mette in contatto con un U.S. Marshal che, dopo molte insistenze, acconsente di far incontrare lui e Walker con Jack in Wisconsin, dove dice ai due che la figlia l'ha chiamato qualche mese prima per sapere di alcune sostanze che aveva lei nel motel, l'opinione della BAU è che stia lavorando con "Graffio", ma l'importante adesso è rintracciare l'infermiera Campbell e Diana. Nel frattempo, Reid è ancora più in pericolo poiché Shaw ha sparso la voce che è un Federale, e i detenuti che erano stati avvelenati dall'eroina sono stati dimessi dall'infermeria, perciò potrebbero aggredirlo di nuovo e con conseguenze peggiori. Prentiss si reca a parlare con il Direttore del carcere affinché approvi la custodia protettiva, ma lui non può fare favoritismi; allora Reid prende l'iniziativa, provocando una colluttazione in mensa e facendo in modo che Shaw lo ferisca a una gamba. A quel punto, viene messo in custodia protettiva, dove però Shaw gli fa arrivare una minaccia scritta su un biglietto. Emily decide di presentarsi alla giudice dell'udienza di Spencer in qualità di Agente dell'FBI per convincerla a scarcerare il collega, ma la funzionaria sostiene che le prove siano soltanto circostanziali; fortunatamente, Garcia (che aveva precedentemente consegnato a Prentiss una lettera di dimissioni dichiarando che, se Reid fosse morto, avrebbe lasciato) riesce a inviare in tempo il confronto tra le impronte rinvenute nella camera del motel e quelle nel fascicolo secretato di Lindsey, che combaciano: è la prova definitiva che quest'ultima ha ucciso la dottoressa e che Reid è stato incastrato. Quindi, JJ fa uscire di prigione l'amico, che (anche se non ancora reintegrato) si riunisce agli altri nella ricerca della madre, la quale non si trova in nessuno dei posti che frequenta abitualmente. Viene individuata l'auto dell'infermiera, abbandonata, mentre Garcia scopre che Lindsey ha affittato un appartamento sullo stesso corridoio di quello di Reid con un altro nome falso; JJ e Walker vi si recano e trovano il cadavere di Cassie, l'infermiera, anche lei uccisa in stile esecuzione. Alla fine gli agenti vengono condotti in una casa e la coppia che la abita, chiedendo di non sparare, indica un tablet, dicendo che è per loro: Prentiss lo accende e compare un video in cui Cat Adams si rivela, afferma che è passato tanto tempo e, che se Reid vuole rivedere sua madre viva, dovrà andare da lei perché hanno alcune questioni in sospeso. Alla fine si vede Reid, accompagnato da JJ che si dirige verso la cella dove quest'ultimo e Cat terranno un colloquio. In questo episodio si scopre come Graffio, per una volta, non c'entrasse nulla in realtà con la cattura e l'incarcerazione di Reid, ma che fosse stato tutto quanto architettato da Cat Adams con la complicità di Lindsey, poiché entrambe nutrivano risentimento nei confronti di Reid.
- Nota: Lindsey Vaughn è interpretata, come nella sua prima apparizione nell'episodio 3x12, da Gia Mantegna, figlia dell'interprete di David Rossi, Joe Mantegna.

### Soggetto Ignoto
Lindsey Vaughn e Cat Adams

### Citazioni
- "La vita di ogni uomo finisce nello stesso modo. Sono i particolari del modo in cui è vissuto e in cui è morto che differenziano un uomo da un altro." Ernest Hemingway (Dott. Spencer Reid)

## Luce rossa
- Titolo originale: Red light
- Diretto da: Glenn Kershaw
- Scritto da: Breen Frazier

### Trama
È confermato che dietro all'arresto di Reid in Messico c'è Cat Adams, la quale insieme a Lindsey ha elaborato un contorto piano per vendicarsi di lui, quindi il coinvolgimento di "Graffio" non è mai esistito. Spencer si reca nel carcere femminile di Mount Pleasant per incontrarla come lei ha chiesto. La squadra si domanda se sia giusto che il collega lavori all'indagine, per via del suo stato psicoemotivo, ma Prentiss assicura che ce la farà, perché non lo ha mandato da solo: infatti con lui c'è JJ. Entrambi entrano nella sala interrogatori, ma Cat dice subito a Jennifer di uscire; allora lei assiste al colloquio dalla stanza accanto. Innanzitutto, la criminale vuole sapere come ha fatto Spencer a non impazzire in prigione. Gli ordina di chiudere gli occhi e, quando li riaprirà, dovrà guardarla come se fosse la prima donna che vede dopo tre mesi rinchiuso: lui lo fa e, quando li riapre, entrambi sono all'interno di una fantasia di Cat. Lei afferma che faranno un gioco che chiarirà, alla fine, che tipo di uomo Reid sia: stavolta sarà lui a porle quante domande vuole, con lo scopo di svelare un segreto che Cat sostiene di conoscere su di lui che lui non ammetterebbe mai; ha quattro ore di tempo, ma solo una chance; se indovinerà, lei chiamerà Lindsey per liberare Diana, altrimenti la farà uccidere. La sfida psicologica ha inizio: Spencer deduce che, dall'istante in cui l'ha arrestata, lei lo ha osservato e ha atteso il momento giusto per compiere la propria vendetta, cogliendo l'occasione con i suoi viaggi in Messico. Cat scarta la teoria e lo fa riflettere sulla sofferenza che lui ha sperimentato negli ultimi anni, menzionando la morte di Gideon e l'addio di Morgan, con il senso di colpa per non andare a trovarlo spesso; Spencer le dà un nome diverso per il figlio di quest'ultimo, e lei non lo corregge. Da ciò, gli altri capiscono che in qualche modo Cat deve aver avuto accesso al fascicolo personale di Reid, nel quale sono riportati gli eventi salienti, ma non il nome del figlio di Morgan per ragioni di riservatezza. Spencer continua dicendo che l'ultima cosa che non vorrebbe ammettere è l'amore, rendendosi conto che Cat vuole fargli confessare che è innamorato di lei; lei rivela di aver fatto lasciare a Lindsey un indizio nell'album dei ritagli a casa di Reid, che lui ricorda di aver notato quando era rientrato nell'appartamento accompagnato da JJ. Arriva quindi la scoperta shock: Cat è incinta, e provoca Spencer confermando che il padre è lui, che naturalmente non le crede perché hanno mai avuto rapporti intimi. Lei però racconta di averlo fatto drogare da Lindsey nel motel in Messico per fargli avere allucinazioni su Maeve, ma Reid sospetta che la madre fosse già morta prima che lui entrasse nella stanza. Mentre sta per uscire, Cat si arrabbia e grida che lo farà parlare con Diana; chiama Lindsey spiegandole che l'agente vuole la prova che è viva; Reid ne sente la voce, poi all'improvviso uno sparo e un'esplosione. Presumendo che Diana sia morta, chiede a Cat se quello fosse un segnale prestabilito con Lindsey, lei nega e insulta sua madre: Spencer perde il controllo e, rovesciando il tavolo, la spinge contro il muro iniziando quasi a strangolarla. JJ interviene e lo ferma, ricordandogli che è incinta, e lui lascia la stanza. Nel frattempo, la BAU sta tentando di capire come possono essersi incrociate Lindsey e Cat e di rintracciare la provenienza dei proiettili a punta cava. Prentiss ha l'idea di emanare un'allerta AMBER per Lindsey come rapitrice assumendosene la responsabilità. Walker e Tara vanno nel negozio di armi dove Lindsey si è rifornita di proiettili: il proprietario non vuole collaborare, ma cita una legge che fa intuire che Cat e Lindsey hanno una relazione sentimentale, e quest'ultima ha rapito Diana per gelosia, non tollerando la fissazione dell'altra per Spencer. Quest'ultimo ha un'illuminazione e rientra nella sala interrogatori, chiedendo a Cat di ballare con lui affinché quelli che stanno ascoltando non sentano cosa lui le dirà. Il suddetto complice è individuato in Lionel Wilkins, guardia carceraria del carcere di Millburn che ha lavorato anche a Mount Pleasant. Lo sparo e l'esplosione sentiti quando Spencer ha parlato al telefono con la madre sono stati opera di Lindsey, la quale era stata riconosciuta dal gestore di una stazione di servizio a Richmond County grazie all'allerta AMBER, e per questo è stato ucciso. Mentre Reid e Cat ballano, la BAU localizza lo chalet di Wilkins, vicino al fiume, ma Cat li avverte che cadranno in una trappola perché Lindsey lo farà esplodere non appena arriveranno, e l'unico modo per evitarlo è che Spencer le dica qual è, secondo lui, il segreto: lui allora ammette che gli è piaciuto avvelenare i detenuti della prigione, e sa che Cat ha mentito affermando che il padre è lui per metterlo in una posizione compromettente, e che il padre in realtà è proprio Wilkins. Aggiunge che comunque avrebbe voluto essere il padre del bambino perché lui e Cat si meritano l'un l'altra ed è questo il vero segreto. Non accettando la sconfitta, lei chiama Lindsey ordinandole di uccidere Diana, ma questa rifiuta e le chiede se è davvero incinta. Cat si accorge che l'intero colloquio è stato registrato dalla telecamera nell'angolo del soffitto e cerca di giustificarsi; Lindsey, capendo di essere stata tradita perché per Cat giocare con Reid era più importante che restarle fedele, si arrende e Diana viene salvata. Appena prima che JJ e Spencer lascino la prigione, Cat lo provoca osservando che una volta che si supera il limite, non si torna indietro, riferendosi al fatto che lui ha avvelenato i detenuti di Millburn. Sempre accompagnato da JJ, torna a Quantico e riabbraccia finalmente la madre, circondato dai colleghi sollevati che tutto si sia risolto per il meglio. Prentiss riceve un sms e si dirige nel suo ufficio per incontrare una persona: è Morgan, che si congratula per il nuovo incarico di Capo Unità e dice di sapere che anno hanno passato, ma non che Reid era finito in carcere. Emily spiega che non glielo hanno detto perché Spencer si vergognava a malapena, e poi entrano JJ e Rossi per salutare Derek. Dopo è il turno di Garcia, che è naturalmente felicissima di vederlo, ma lui le chiede di concentrarsi: infatti non è venuto solo per fare loro visita, ha ricevuto un messaggio presumibilmente da parte di Penelope che lo informa che Reid è uscito di prigione e si trova in una casa sicura con la madre. Dato che non sembra lo stile di Garcia, lui pensa che si tratti di un'ennesima trappola di "Graffio" ed è perciò venuto per avvertire i colleghi. Essendo ora un privato cittadino, non andrà con loro perché ha promesso al figlio Hank che sarebbe sempre tornato a casa, e finora l'ha sempre fatto. Le chiede anche di provare a essere un po' più gentile con Alvez. Prima di andarsene, Derek dice che passerà da Spencer per assicurarsi che lui e la madre stiano bene. Garcia si rimette al computer per condurre i colleghi all'indirizzo da cui è stato effettuato l'hackeraggio, dove "Graffio" vuole attirarli, ma i due SUV finiscono fuori strada con le ruote squarciate per colpa di strisce chiodate. Proprio appena gli agenti si stanno riprendendo, un camion lanciato a tutta velocità sui due mezzi li sfascia, lasciando incerto il destino dei protagonisti. L'episodio si chiude con Garcia che, vedendo sparire i segnali GPS dei colleghi dallo schermo, li chiama ma senza avere risposta.
- Guest star: Aubrey Plaza (Cat Adams)
- Nota: l'attore ed ex membro del cast Shemar Moore appare per pochi minuti nell'ultima parte di questo episodio in qualità di special guest star; la barba è dovuta al nuovo ruolo che interpreta dal 2017 nella serie tv sempre di CBS S.W.A.T.. Il motivo per il quale, dopo l'addio a Criminal Minds, l'attore è tornato nella serie solo in due occasioni (questo episodio e uno della tredicesima stagione) è che appunto non è riuscito a incastrare il suo impegno a tempo pieno nell'altra serie.

### Soggetto Ignoto
Cat Adams e Lindsey Vaughn

### Citazioni
- "La malvagità che mi insegnate la metterò in opera e sarà difficile che io non abbia a superare i maestri." William Shakespeare (Jennifer Jareau)